# Endurance (série)
Endurance, ou Duro na Queda, é uma série de televisão americana, similar ao programa Survivor, mas com adolescentes de 12 a 17 anos, que competem durante um mês em uma ilha. Divididos em duplas, longe da família, dos amigos e do conforto de suas casas, eles são submetidos a uma série de desafios físicos e mentais.
No começo passam por uma prova chamada de "Prova das Equipes" para ver quem serão seus parceiros e cores ao longo de cada temporada. As cores podem variar entre: azul, verde, amarela, vermelha, laranja, roxa, cinza e marrom.
Após saberem a cor e o parceiro da equipe ficam numa espécie de dormitório na ilha, isolados de todo o mundo. Para sobreviverem e chegarem à final, passam por provas e desafios. Para ganhar o poder do samade, uma espécie de relíquia da ilha - enfrentam a chamada "Prova de Resistência", onde também ganham Peças da Pirâmide. A equipe vencedora dessa prova pode desestruturar qualquer equipe com o poder do samade.
Quando a equipe está para receber o samade, eles iniciam um ritual no local, chamado de "Rochas", principalmente por haver bastantes na ilha em que a temporada acontece. Caso não haja, como a quinta temporada e sexta temporada, eles entram numa gruta, longe da luz do Sol.
Após já terem um prejudicado por causa do samade, eles ainda tem que saber se estarão salvos por mais quatro dias na ilha.
Então surge um novo desafio, as equipes tem que ser fortes e partir para o combate na chamada "Prova do Templo", onde o vencedor pode provar de continuar na ilha, ganhar Peças da Pirâmide e ainda ter o direito de mandar duas equipes ao temido "Templo da Sorte" - um local que decide a sorte das equipes entre elementos como madeira, água e fogo.
No "Templo da Sorte", fogo queima madeira, madeira flutua na água e água apaga fogo. Respectivamente assim cada um tem a sua força, duas vitórias ou no máximo três, como na quarta temporada em diante a equipe pode retornar para a ilha, enquanto a outra deve deixar imediatamente.
Apresentado por JD Roth, a série teve seis temporadas. A equipe vencedora recebia como prêmio uma viagem a uma ilha paradisíaca.

## Produção
O show foi produzido pela 3Ball Productions. Seu co-criador, ex-ator e apresentador de game show infantil, J. D. Roth, é o produtor executivo e apresentador na tela. Roth recebeu uma nomeação Daytime Emmy em 2006 como "Melhor Artista em Série Infantil" por "Endurance: Tehachapi", mas não venceu.
Os participantes com idades entre 12 e 15 anos foram escolhidos a cada primavera, a partir de fitas de audição de cinco minutos enviadas por mais de 12.000 adolescentes para a equipe de produção do programa. Vinte jogadores foram selecionados para participar de cada uma das cinco primeiras temporadas de  Endurance ; isso foi reduzido para dezesseis na 6ª temporada. Em uma entrevista para o jornal de 2004, Roth revelou que ele procurava um grupo tão diverso quanto possível.
As filmagens da série ocorreram todos os verões ao longo de um período de três semanas e começaram com os jovens concorrentes selecionados chegando a um local remoto secreto no final de julho. Cada estação foi gravada em um local diferente, incluindo Califórnia, Havaí, México e Fiji.
Em janeiro de 2007, entrevista com o Boston  Globe , Connor Finnegan relembrou sua experiência como Endurance: High Sierras player no verão anterior: "No começo era estranho estar sendo filmado o tempo todo. Você estaria conversando e de repente haveria uma câmera ou microfone enfiado na sua cara. A grande regra com o reality show é nunca olhar na câmera."

## Primeira temporada
- Equipe Amarela: Sabrina e Jon
- Equipe Azul: Joney e Aaron
- Equipe Vermelha: Ashley e Cristian
- Equipe Roxa: Brandon e Layla
- Equipe Verde: Trevor e Lana
- Equipe Cinza: Max e Jenna
- Equipe Laranja: Skyler e Chelsea

Nessa primeira temporada foram para o "Templo da Sorte":
- 1ª vez: Cinza e Verde. Eliminada: Cinza
- 2ª vez: Laranja e Roxa. Eliminada: Roxa
- 3ª vez: Verde e Laranja. Eliminada: Laranja
- 4ª vez: Amarela e Verde. Eliminada: Verde
- 5ª vez: Vermelha e Amarela. Eliminada: Vermelha
- 6ª vez: Amarela e Azul. Eliminada: Amarela

Com isso, o vencedor do Endurance 1 foi a Equipe Azul, e seus integrantes Joney e Aaron ganharam uma viagem para a Amazônia.

## Segunda temporada
- Equipe Laranja: Tyler e Michelle
- Equipe Verde: Mike e Keetin
- Equipe Vermelha: Phil e Jacquellinn
- Equipe Azul: Scooter e Christa
- Equipe Amarela: Shep e Calley
- Equipe Roxa: Jeff e Annie
- Equipe Cinza: Wayne e Maryelle
- Equipe Marrom: Max e Jenna

Realização do "Templo da Sorte":
- 1ª vez: Cinza ou Laranja. Eliminada: Cinza
- 2ª vez: Laranja ou Vermelha. Eliminada: Vermelha
- 3ª vez: Azul ou Roxa. Eliminada: Azul
- 4ª vez: Marrom ou Amarela. Eliminada: Amarela
- 5ª vez: Roxa ou Marrom. Eliminada: Roxa
- 6ª vez: Laranja ou Verde. Eliminada: Laranja
- 7ª vez: Marrom ou Verde. Eliminada: Verde

O vencedor do Endurance 2, portanto, foi a Equipe Marrom, e seus integrantes Max e Jenna ganharam uma viagem para as Bahamas.